# Shuke he Beita
Shuke he Beita (xinès simplificat: 舒克和贝塔, pinyin: Shūkè hé Béitǎ) és una sèrie de dibuixos animats adaptada per Shanghai Animation Film Studio a partir del conte de Zheng Yuanjie, Les aventures de Shuke i Beita, on es conten les aventures de dos ratolinets: el pilot Shuke i el petrolier Beita. S'estrenaren 13 episodis el 1989. Shuke i Beta són coneguts a la Xina, tant pels contes infantils com en la versió per a dibuixos animats, que tingué una adaptació cinematogràfica el 2015.